# Véhicule de rentrée

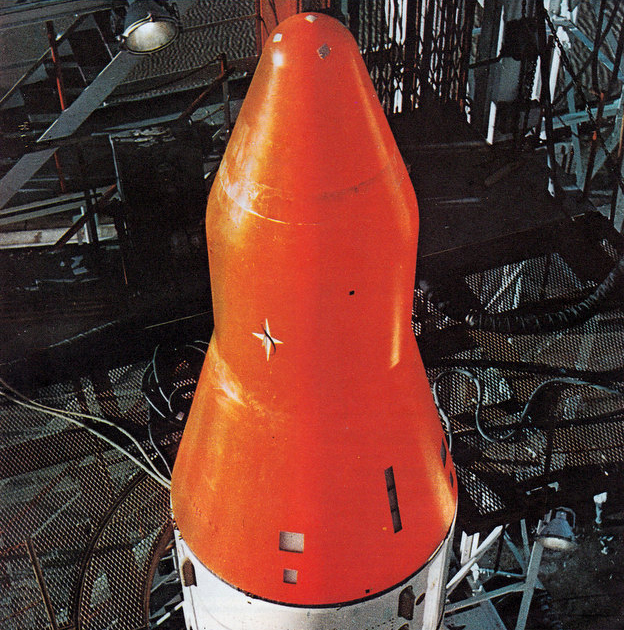
Corps de rentrée d'un missile mer-sol balistique stratégique M1.

Un véhicule de rentrée, ou corps de rentrée, est un objet astronautique utilisé pour faciliter la rentrée atmosphérique de son contenu. 

## Conception
Le véhicule de rentrée emprunte le plus souvent une forme conique aux bouts arrondis, ce qui améliore l'écoulement des fluides sur ses flancs et in fine sa conduite. 
Pour le protéger de l'échauffement pendant la phase de rentrée, le véhicule peut être équipé d'un bouclier thermique.

## Utilisation
Un véhicule de rentrée est notamment utilisé dans les missiles balistiques et dans les engins spatiaux notamment pour la phase d'entrée des atterrisseurs.

## Trajectoire

### Balistique
En subissant uniquement la gravité, un véhicule de rentrée suit une trajectoire balistique prévisible. Celle-ci dépend principalement de la gravité et de la vitesse atteinte au point d'injection.

### Manœuvrable
Un véhicule de rentrée manœuvrable (en anglais : Maneuverable Reentry Vehicle, MARV ou MaRV) est un type de missile balistique dont l'ogive peut modifier sa trajectoire de rentrée atmosphérique notamment grâce à des volets.

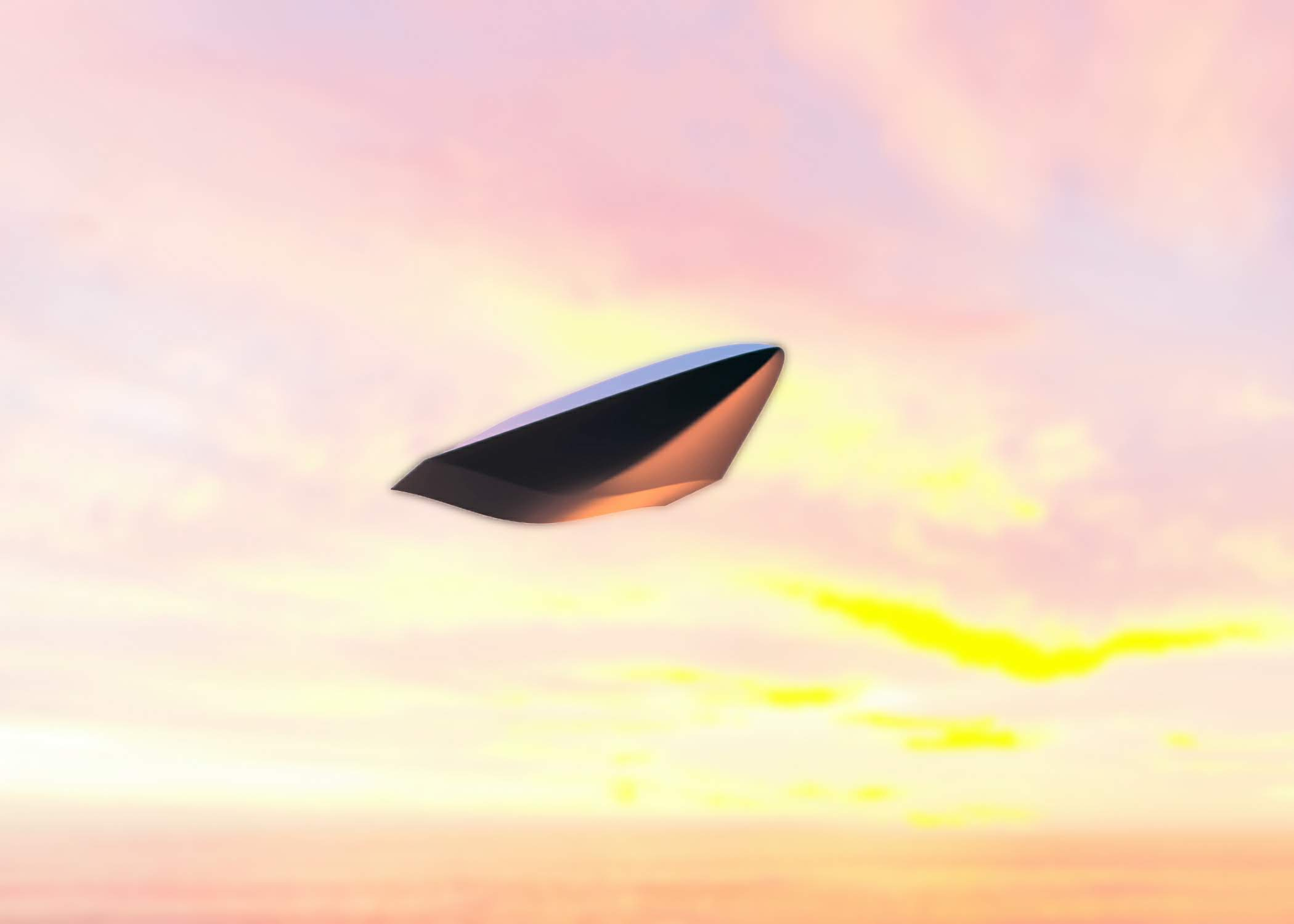
Illustration du planeur hypersonique HGV-202F.

Un planeur hypersonique (en anglais : hypersonic glide vehicle) est un véhicule de rentrée atmosphérique hypersonique lancé par un missile balistique mais utilisant sa portance et sa manœuvrabilité pour modifier sa trajectoire atmosphérique. Leur capacité à effectuer des rebonds atmosphériques augmente leur portée. Celle-ci est ainsi rendue non prévisible car non balistique,.

## Exemples

### Missiles balistiques

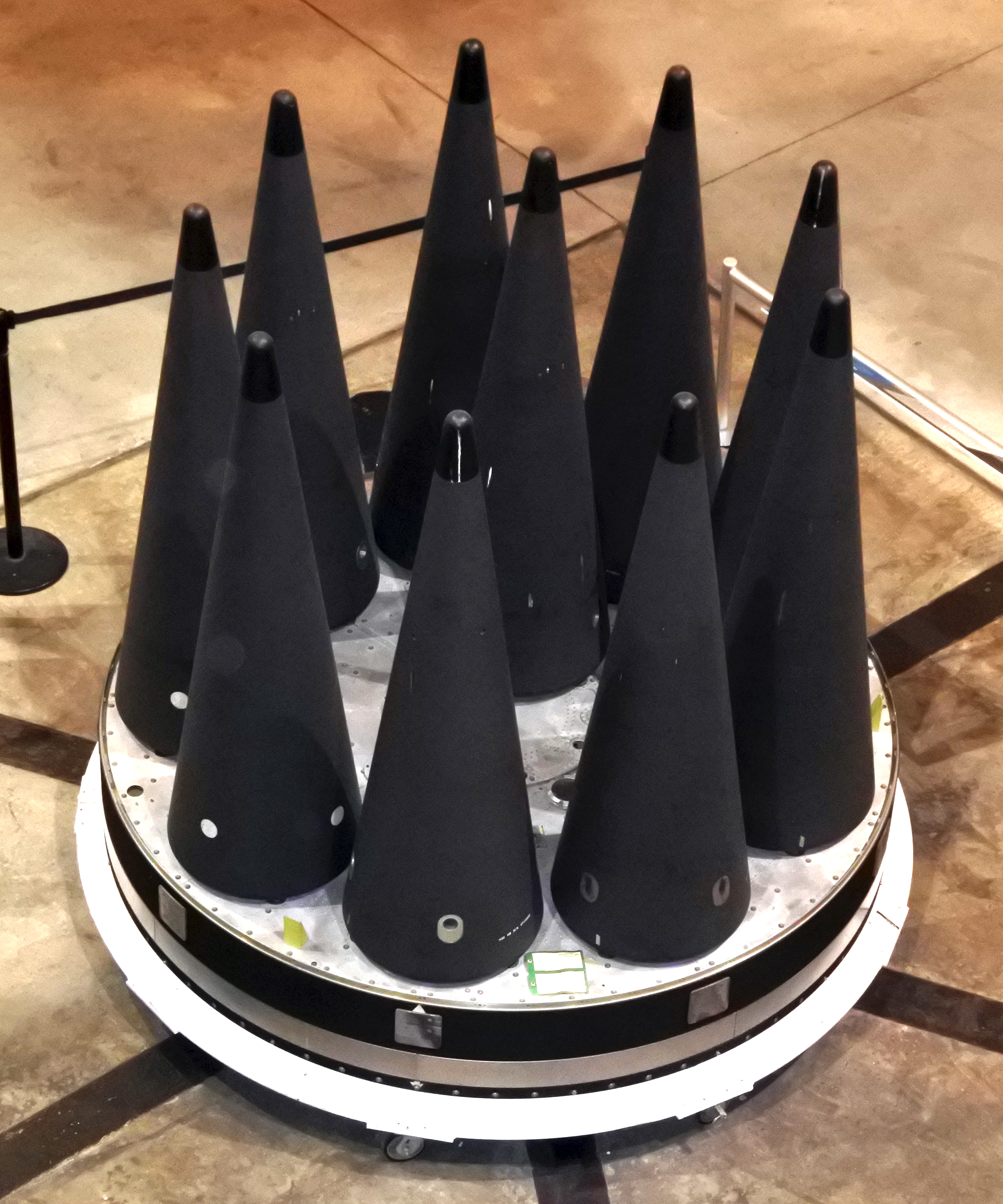
Les 10 véhicules de rentrée Mk-21 d'un Peacekeeper.

Aux États-Unis, dans le domaine des armements transportés par missiles, les véhicules de rentrée qui transportent les charges nucléaires reçoivent la dénomination Mark I (Mk 1), Mark II (Mk 2), Mark III (Mk 3), etc.
Pour le missile Minuteman III, un système de propulsion (en anglais : Propulsion System Rocket Engine) est ajouté au véhicule de rentrée pour augmenter sa portée et sa capacité de manœuvre. Le programme Single Reentry Vehicle permet aux États-Unis de respecter le traité START I en faisant passer, dans les missiles Minuteman III, le nombre de véhicules de rentrée de trois à un.
Pour le missile Peacekeeper, le système de rentrée est composé du module de déploiement, des systèmes d'aide à la pénétration et des RV, le tout protégé par une coiffe. Durant l'ascension du Peacekeeper, une petite fusée au sommet de la coiffe permet le largage de celle-ci une fois l’atmosphère traversée, pour alléger le missile.

### Mission d'exploration

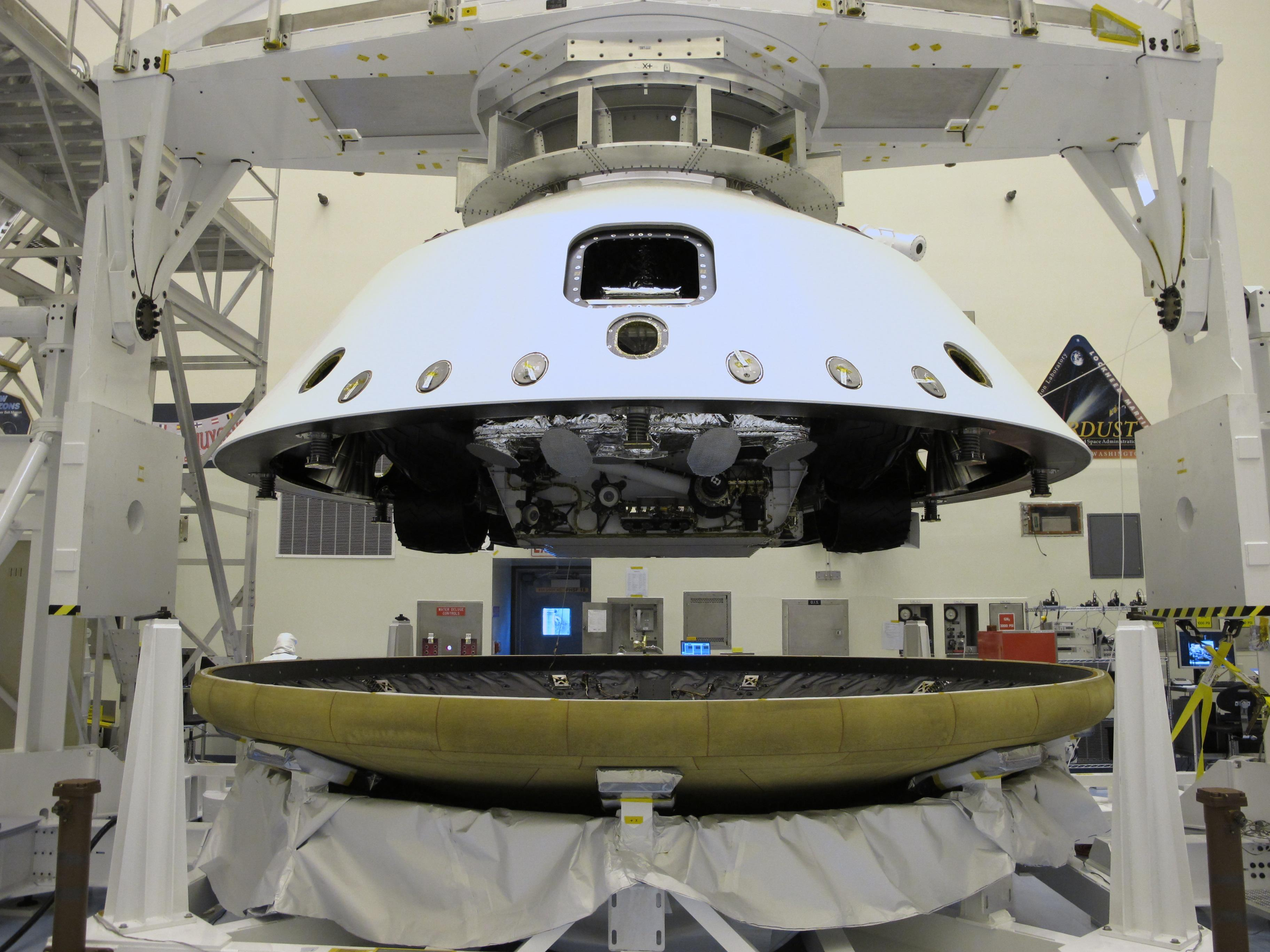
Véhicule de rentrée de MSL.

Pour les missions d'exploration Mars Science Laboratory (avec le rover Curiosity) et Mars Exploration Rover (avec les rovers Spirit et Opportunity), les sondes spatiales au départ de la Terre comprennent un étage de croisière chargé d'amener la sonde jusqu'à proximité de la planète Mars, un véhicule de rentrée atmosphérique qui assure la traversée de l'atmosphère martienne à grande vitesse et un étage de descente chargé de la dernière phase aboutissant à l'atterrissage,.

## Galerie

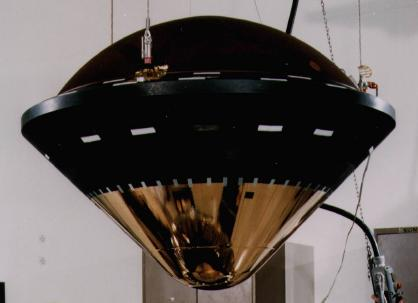
Véhicule de rentrée de Galileo (Jupiter)
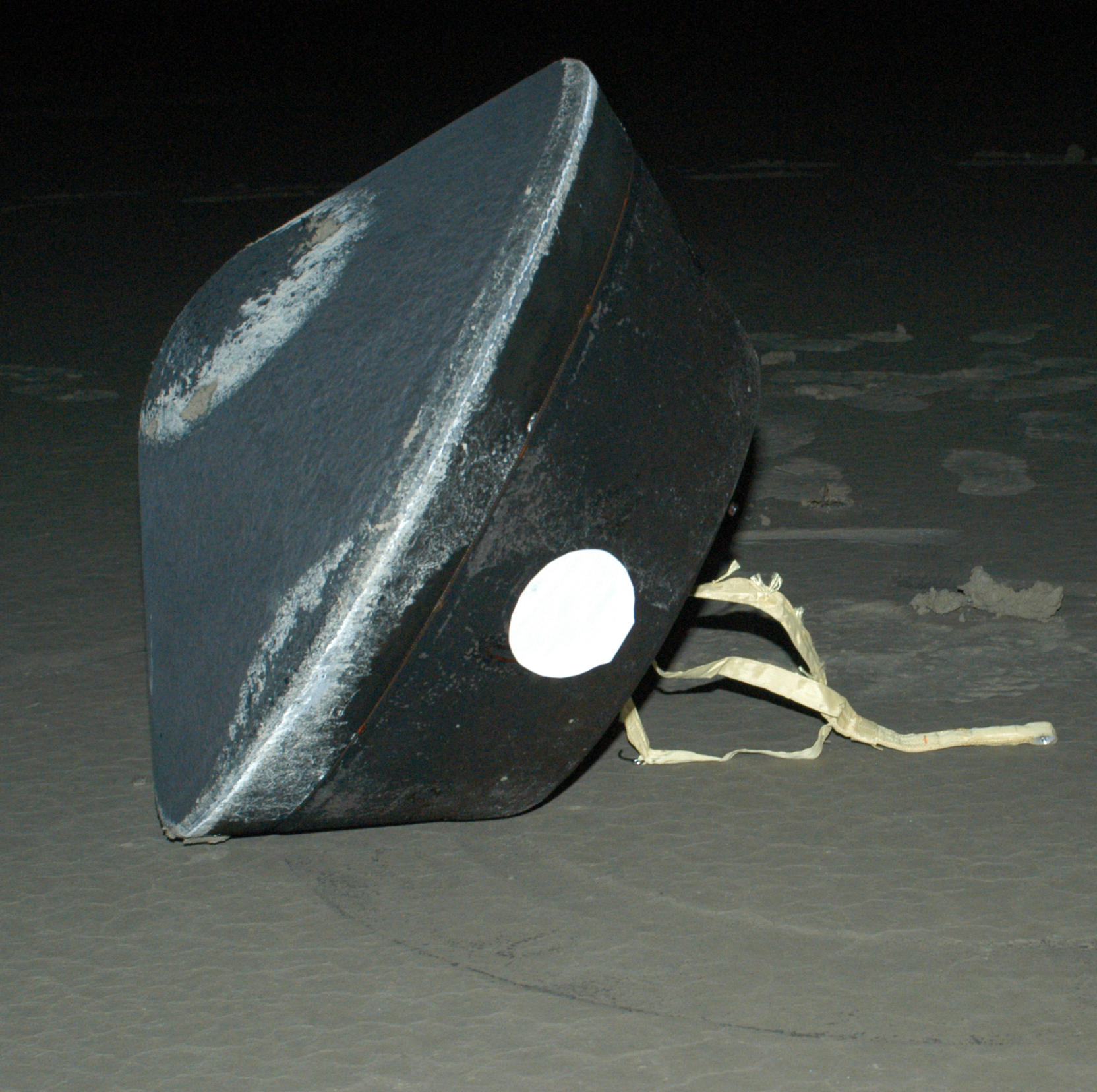
Véhicule de rentrée de Stardust